# Torneo di Viareggio 2015
Il Torneo di Viareggio 2015 è la sessantasettesima edizione del torneo calcistico riservato alle formazioni giovanili di squadre di tutto il mondo e organizzato dalla CGC Viareggio.
La finale dell'edizione 2015 non si è tenuta allo Stadio Torquato Bresciani di Viareggio (a causa dell'inagibilità del campo), ma all'Arena Garibaldi di Pisa. Tale circostanza si era già verificata nel 2011, quando la finale si disputò a Livorno, allo Stadio Armando Picchi.
Il Torneo è stato vinto dall'Inter, che ha sconfitto per 2-1 in finale l'Hellas Verona, alla sua prima finale nella storia della competizione.

## Premi
1)  53º Premio "Bruno Roghi" a Federico Buffa, giornalista e telecronista di Sky Sport.
2)  33º Premio "Torquato Bresciani" a Fabrizio Corsi, presidente dell'Empoli
3)  26º Premio "Gaetano Scirea" ad Antonio Conte, ex allenatore della Juventus, dell'Inter e dell'Italia.
4)  11º Premio "Centro Giovani Calciatori" ad Andrea Biagiotti, ingegnere fautore tra l'altro di alcuni adeguamenti allo Stadio dei Pini di Viareggio nonché attuale presidente del "Premio Viareggio Sport".

## Copertura televisiva
In Italia vengono trasmesse da Rai Sport 1 (Canale 57 del digitale terrestre) due partite per giornata nella fase a gironi, per gli ottavi e per i quarti di finale. Rai Sport 1 trasmette anche le due semifinali, da Viareggio e San Giuliano Terme, e la finale dall'Arena Garibaldi.
Nella fase a gironi, per gli ottavi e per i quarti di finale a essere trasmesse sono quella dello Stadio dei Pini di Viareggio alle ore 15:00 e quella dello Stadio Giovanni Bui di San Giuliano Terme alle ore 17:30.

## Squadre partecipanti
In questa edizione sono assenti la Juventus, la Lazio detentrice della Coppa Italia Primavera e della Supercoppa Primavera e il Chievo detentore del Campionato Primavera.

### Squadre italiane
- Atalanta
- Bari
- Benevento
- Bologna
- Cesena
- Cremonese
- Empoli
- Fiorentina
- Genoa
- Verona
- Inter

- Livorno
- Milan
- Napoli
- Palermo
- Parma
- Pescara
- Rappresentativa Serie D
- Roma
- Spezia
- Torino
- Vicenza

### Squadre europee
- Club Bruges -
- Genk -
- Nordsjælland -
- PSV -

### Squadre americane
- Belgrano -
- L.I.A.C. New York
- Santos Laguna -

### Squadre asiatiche
- Paxtakor -
- Pro Duta -

### Squadre oceaniane
- APIA Leichhardt -

## Formato
La Viareggio Cup si svolge secondo la seguente formula:

### Fase a gironi
- Le 32 squadre sono divise in 8 gironi (1, 2, 3, 4, 5, 6, 7 e 8), ciascuno composto da 4 squadre. A giudizio insindacabile della società organizzatrice sono nominate le teste di serie di ciascun girone.
- Vengono quindi formati due gruppi (A e B). Il gruppo A comprende i gironi 1, 2, 3 e 4, mentre il gruppo B comprende i gironi 5, 6, 7 e 8. In questa fase alle teste di serie sono affiancate, per sorteggio, le altre 24 squadre a completare gli 8 gironi.
- Le squadre si incontrano in gare di sola andata della durata di 90 minuti. Le classifiche sono redatte in base ai seguenti criteri: 3 (tre) punti per ogni gara vinta, 1 (uno) punto per ogni gara terminata in parità, 0 (zero) punti per la sconfitta. In caso di parità di punteggio valgono i criteri in ordine elencati:
  - Esito scontri diretti
  - Differenza reti negli incontri diretti fra le squadre a parità di punti
  - Differenza reti nel totale degli incontri disputati nel girone
  - Maggior numero di reti segnate sul totale degli incontri disputati nel girone
  - Età media più bassa della lista dei calciatori iscritti al torneo
  - Sorteggio

### Ottavi di finale
Le prime due squadre classificate di ciascun girone accedono alla fase ad eliminazione diretta.
- Sono formati gli accoppiamenti tra le 8 (otto) prime classificate e le 8 (otto) seconde classificate. In ordine di classifica, le prime 4 (quattro) squadre prime classificate formano gli ottavi numero 1,3,5,7. Le seconde 4 (quattro) squadre prime classificate formano gli ottavi numero 2,4,6,8.
- In ordine inverso alla rispettiva classifica, la migliore prima classificata incontra l'ottava migliore seconda classificata, la seconda migliore prima classificata incontra la settima migliore seconda classificata e così via a incrocio.
- Eseguiti i relativi accoppiamenti, le squadre si incontrano tra di loro in gara unica ad eliminazione diretta. In caso di parità al termine dei tempi regolamentari, per determinare la squadra vincente si procede all'esecuzione dei calci di rigore.

### Quarti di finale
Sono ammesse ai quarti di finale le otto squadre vincenti. Si incontrano tra loro nel quarto 1 le vincenti degli ottavi 1 e 2, nel quarto 2 le vincenti degli ottavi 3 e 4, poi nel quarto 3 quelle 5 e 6, infine nel quarto 4 quelle 7 e 8. Le squadre si incontrano tra loro in gara unica ad eliminazione diretta. In caso di parità al termine dei tempi regolamentari, per determinare la squadra vincente si procede all'esecuzione dei calci di rigore.

### Semifinali
Le squadre vincenti dei quarti 1 e 2 si incontrano tra loro, e così le vincenti dei quarti 3 e 4, a comporre le due semifinali. In caso di parità di punteggio al termine dei tempi regolamentari si procede all'esecuzione dei calci di rigore.

### Finale
Le vincenti delle due semifinali disputano la finale. In caso di paritàm dopo i tempi regolamentari si disputano due tempi supplementari di 15 (quindici) minuti ciascuno; se dopo i due tempi supplementari sussiste ancora la parità, si procede al tiro alternato dei calci di rigore fino alla determinazione della squadra vincente.

## Fase a gironi

### Gruppo A

#### Girone 1
| Squadra         | P.ti | G | V | P | S | GF | GS | DR |
| --------------- | ---- | - | - | - | - | -- | -- | -- |
| Palermo         | 9    | 3 | 3 | 0 | 0 | 9  | 2  | 7  |
| PSV             | 6    | 3 | 2 | 0 | 1 | 6  | 3  | 3  |
| Milan           | 1    | 3 | 0 | 1 | 2 | 4  | 6  | -2 |
| APIA Leichhardt | 1    | 3 | 0 | 1 | 2 | 1  | 9  | -8 |

| Arbitro: | Ghersini (Genova) |

|            |           |                |
| Fabbro 19’ | Marcatori | 56’, 79’ Hiwat |

| Arbitro: | Pirriatore (Bologna) |

|                                                     |           |  |
| Bentivegna 13’ (rig.) La Gumina 48’, 61’ Grillo 79’ | Marcatori |  |

| Arbitro: | Acquapendente (Genova) |

|                                         |           |  |
| Hiwat 3’ Paal 17’ van der Moot 23’, 25’ | Marcatori |  |

| Arbitro: | Meleleo (Casarano) |

|                              |           |                                            |
| Di Molfetta 34’ Calabria 89’ | Marcatori | 67’ (rig.), 90+6’ Bentivegna 87’ La Gumina |

| Arbitro: | Miele (Torino) |

|               |           |              |
| Rondanini 56’ | Marcatori | 22’ Adattini |

| Arbitro: | Volpi (Arezzo) |

|  |           |                            |
|  | Marcatori | 61’ Bentivegna 90+2’ Scimò |

#### Girone 2
| Squadra     | P.ti | G | V | P | S | GF | GS | DR |
| ----------- | ---- | - | - | - | - | -- | -- | -- |
| Atalanta    | 6    | 3 | 2 | 0 | 1 | 5  | 2  | 3  |
| Club Bruges | 6    | 3 | 2 | 0 | 1 | 6  | 4  | 2  |
| Bari        | 6    | 3 | 2 | 0 | 1 | 6  | 4  | 2  |
| Vicenza     | 0    | 3 | 0 | 0 | 3 | 0  | 7  | -7 |

| Arbitro: | De Tullio (Bari) |

|                            |           |          |
| Castellano 44’ Tulissi 56’ | Marcatori | 74’ Seys |

| Arbitro: | De Remigis (Teramo) |

|                                           |           |  |
| Mastrangelo 13’ Minicucci 31’, 82’ (rig.) | Marcatori |  |

| Arbitro: | Di Gioia (Noia) |

|  |           |             |
|  | Marcatori | 90’ Damiano |

| Arbitro: | Palermo (Bari) |

|            |           |  |
| Reuten 65’ | Marcatori |  |

| Arbitro: | Scatigna (Taranto) |

|                                       |           |  |
| Tulissi 25’ La Vigna 81’ Krešić 90+2’ | Marcatori |  |

| Arbitro: | Camplone (Pescara) |

|                                              |           |                                  |
| Seys 5’, 70’ Vlietinck 22’ Reuten 53’ (rig.) | Marcatori | 50’ Castrovilli 76’ (rig.) Curci |

#### Girone 3
| Squadra           | P.ti | G | V | P | S | GF | GS | DR |
| ----------------- | ---- | - | - | - | - | -- | -- | -- |
| Verona            | 7    | 3 | 2 | 1 | 0 | 4  | 0  | 4  |
| Napoli            | 7    | 3 | 2 | 1 | 0 | 4  | 1  | 3  |
| Paxtakor          | 3    | 3 | 1 | 0 | 2 | 3  | 7  | -4 |
| L.I.A.C. New York | 0    | 3 | 0 | 0 | 3 | 1  | 4  | -3 |

| Arbitro: | Paterna (Teramo) |

|                                       |           |               |
| Persano 8’ Cicerello 11’ Prezioso 15’ | Marcatori | 63’ Nurillayv |

| Arbitro: | Tursi (Valdarno) |

|                  |           |  |
| Guglielmelli 82’ | Marcatori |  |

| Viareggio 4 febbraio 2015, ore 15:00 CET 2ª giornata | Napoli         | 0 – 0 | Verona | Stadio Torquato Bresciani\| Arbitro: \| Cenami (Rieti) \| |
| Arbitro:                                             | Cenami (Rieti) |       |        |                                                           |

| Arbitro: | Minafra (Roma 2) |

|                   |           |              |
| Khursanov 6’, 47’ | Marcatori | 25’ Daurelio |

| Arbitro: | Campana (Seregno) |

|             |           |  |
| Girardi 64’ | Marcatori |  |

| Arbitro: | Agrò (Terni) |

|  |           |                                  |
|  | Marcatori | 28’, 66’ Cappelluzzo 35’ Miketić |

#### Girone 4
| Squadra      | P.ti | G | V | P | S | GF | GS | DR |
| ------------ | ---- | - | - | - | - | -- | -- | -- |
| Fiorentina   | 6    | 3 | 2 | 0 | 1 | 7  | 4  | 3  |
| Cesena       | 6    | 3 | 2 | 0 | 1 | 6  | 5  | 1  |
| Cremonese    | 6    | 3 | 2 | 0 | 1 | 7  | 8  | -1 |
| Nordsjælland | 0    | 3 | 0 | 0 | 3 | 5  | 8  | -3 |

| Arbitro: | Guarnieri (Empoli) |

|                          |           |                                                |
| Gaiola 11’ Raffini 90+3’ | Marcatori | 27’ (rig.), 51’ (rig.) Manaj 64’, 83’ Desantis |

| Arbitro: | D'Ambrogio (Frosinone) |

|                                             |           |                             |
| Bagadur 30’ (rig.) Bangu 90+3’ Diakhaté 39’ | Marcatori | 45’ (aut.) Bardini 87’ Song |

| Arbitro: | Guida (Salerno) |

|  |           |                          |
|  | Marcatori | 43’ Raffini 50’ Dalmonte |

| Arbitro: | Colinucci (Cesena) |

|                       |           |                                     |
| Dhaflaoui 4’ Lund 36’ | Marcatori | 66’ Carletti 83’, 90+3’ Baschirotto |

| Arbitro: | Chindemi (Viterbo) |

|                                                |           |  |
| Bangu 13’ (rig.) Bandinelli 58’, 70’ Gondo 89’ | Marcatori |  |

| Arbitro: | Dalla Palma (Milano) |

|            |           |                  |
| Köhler 24’ | Marcatori | 10’, 44’ Raffini |

### Gruppo B

#### Girone 5
| Squadra  | P.ti | G | V | P | S | GF | GS | DR  |
| -------- | ---- | - | - | - | - | -- | -- | --- |
| Inter    | 9    | 3 | 3 | 0 | 0 | 8  | 2  | 6   |
| Genk     | 6    | 3 | 2 | 0 | 1 | 7  | 4  | 3   |
| Parma    | 3    | 3 | 1 | 0 | 2 | 8  | 5  | 3   |
| Pro Duta | 0    | 3 | 0 | 0 | 3 | 0  | 12 | -12 |

| Arbitro: | Finzi (Foligno) |

|                                                         |           |  |
| Mitta 11’ Didiba 42’, 58’ Martínez 47’ (rig.), 57’, 70’ | Marcatori |  |

| Arbitro: | Zufferli (Udine) |

|                                            |           |                    |
| Della Giovanna 51’ Rocca 72’ (rig.), 90+2’ | Marcatori | 70’ (rig.) Polizzi |

| Arbitro: | Simiele (Albano Laziale) |

|                                                 |           |  |
| Kaba 30’ Krutzen 42’ Odutayo 45+2’ Verbiest 63’ | Marcatori |  |

| Arbitro: | Gosetto (Schio) |

|                            |           |               |
| Rapaic 15’ Camara 33’, 67’ | Marcatori | 10’ Ravanelli |

| Arbitro: | Gariglio (Pinerolo) |

|                         |           |  |
| Dimarco 64’ Palazzi 78’ | Marcatori |  |

| Arbitro: | Pedretti (Brescia) |

|                      |           |           |
| Verbiest 2’ Kaba 67’ | Marcatori | 25’ Mitta |

#### Girone 6
|          | P.ti | G | V | P | S | GF | GS | DR |
| -------- | ---- | - | - | - | - | -- | -- | -- |
| Pescara  | 7    | 3 | 2 | 1 | 0 | 3  | 1  | 2  |
| Roma     | 4    | 3 | 1 | 1 | 1 | 5  | 4  | 1  |
| Belgrano | 3    | 3 | 0 | 3 | 0 | 2  | 2  | 0  |
| Bologna  | 1    | 3 | 0 | 1 | 2 | 4  | 7  | -3 |

| Viareggio 3 febbraio 2015, ore 15:00 CET 1ª giornata | Roma           | 0 – 0 | Belgrano | Stadio Torquato Bresciani\| Arbitro: \| Meocci (Siena) \| |
| Arbitro:                                             | Meocci (Siena) |       |          |                                                           |

| Arbitro: | Capovilla (Verona) |

|  |           |              |
|  | Marcatori | 65’ Paolucci |

| Arbitro: | Zingarelli (Siena) |

|                                                                        |           |                                         |
| Soleri 17’ Di Mariano 30’ (rig.) Di Livio 34’ Ferri 77’ Sammartino 82’ | Marcatori | 12’ (rig.), 84’ Calabrese 90+2’ Martini |

| Arbitro: | Cataldo (Bergamo) |

|         |           |          |
| Paz 15’ | Marcatori | 1’ Monni |

| Arbitro: | Agostini (Bologna) |

|  |           |                     |
|  | Marcatori | 12’ (rig.) Paolucci |

| Arbitro: | Mansi (Nocera Inferiore) |

|                  |           |           |
| L. Fernandez 88’ | Marcatori | 51’ Golia |

#### Girone 7
| Squadra   | P.ti | G | V | P | S | GF | GS | DR  |
| --------- | ---- | - | - | - | - | -- | -- | --- |
| Spezia    | 7    | 3 | 2 | 1 | 0 | 10 | 2  | 8   |
| Genoa     | 6    | 3 | 2 | 0 | 1 | 6  | 3  | 3   |
| Livorno   | 4    | 3 | 1 | 1 | 1 | 4  | 5  | -1  |
| Benevento | 0    | 3 | 0 | 0 | 3 | 2  | 12 | -10 |

| Arbitro: | Gualtieri (Asti) |

|                                                  |           |            |
| Lanzalaco 66’ Panico 69’ Ghiglione 74’ Gulli 76’ | Marcatori | 90’ Albino |

| Arbitro: | Degli Esposti (Bologna) |

|                       |           |                         |
| Miocchi 35’ Sadiq 41’ | Marcatori | 87’ Bartolini 90’ Testa |

| Arbitro: | Annaloro (Collegno) |

|  |           |                         |
|  | Marcatori | 38’ Bastoni 47’ Vignali |

| Arbitro: | Sartori (Padova) |

|                |           |                                 |
| Vallocchia 31’ | Marcatori | 45’ (rig.) Mendes 61’ Simonetti |

| Arbitro: | Meraviglia (Pistoia) |

|                      |           |  |
| Panico 13’ Ponti 89’ | Marcatori |  |

| Arbitro: | Ibrahim (Torino) |

|  |           |                                                                   |
|  | Marcatori | 10’ Rampioni 22’ Nura 25’ Bastoni 57’, 89’ Paccagnini 64’ Miocchi |

#### Girone 8
| Squadra                 | P.ti | G | V | P | S | GF | GS | DR |
| ----------------------- | ---- | - | - | - | - | -- | -- | -- |
| Torino                  | 7    | 3 | 2 | 1 | 0 | 4  | 1  | 3  |
| Rappresentativa Serie D | 5    | 3 | 1 | 2 | 0 | 5  | 4  | 1  |
| Santos Laguna           | 4    | 3 | 1 | 1 | 1 | 7  | 6  | 1  |
| Empoli                  | 0    | 3 | 0 | 0 | 3 | 3  | 8  | -5 |

| Arbitro: | Sozza (Seregno) |

|                              |           |  |
| Mantovani 61’ Candellone 78’ | Marcatori |  |

| Arbitro: | Saggese (Rovereto) |

|            |           |                    |
| Picchi 33’ | Marcatori | 1’, 35’ Sparacello |

| Arbitro: | Provesi (Treviglio) |

|             |           |  |
| Lescano 56’ | Marcatori |  |

| Arbitro: | Cipriani (Empoli) |

|                                    |           |                                    |
| Cisneros 45+2’ Robinson 72’ (rig.) | Marcatori | 85’ (rig.) Sparacello 90+4’ Tulhão |

| Arbitro: | Agostini (Bologna) |

|               |           |                 |
| Mantovani 60’ | Marcatori | 90+2’ Farinazzo |

| Arbitro: | Marchetti (Ostia Lido) |

|                                                     |           |                   |
| Quintanilla 11’, 27’ Cisneros 64’, 76’ Romero 90+2’ | Marcatori | 44’ Leone 65’ Piu |

## Fase a eliminazione diretta
|  | Ottavi di finale        | Ottavi di finale        | Ottavi di finale |            |              | Quarti di finale | Quarti di finale | Quarti di finale |  |  | Semifinali | Semifinali | Semifinali |  |  | Finale | Finale | Finale |  |
|  |                         |                         |                  |            |              |                  |                  |                  |  |  |            |            |            |  |  |        |        |        |  |
|  | Palermo                 | Palermo                 | 2                |            |              |                  |                  |                  |  |  |            |            |            |  |  |        |        |        |  |
|  | Palermo                 | Palermo                 | 2                |            |              |                  |                  |                  |  |  |            |            |            |  |  |        |        |        |  |
|  | Roma                    | Roma                    | 3                |            |              |                  |                  |                  |  |  |            |            |            |  |  |        |        |        |  |
|  | Roma                    | Roma                    | 3                |            | Roma         | Roma             | 2                |                  |  |  |            |            |            |  |  |        |        |        |  |
|  |                         |                         |                  |            | Roma         | Roma             | 2                |                  |  |  |            |            |            |  |  |        |        |        |  |
|  |                         |                         | Atalanta         | Atalanta   | 1            |                  |                  |                  |  |  |            |            |            |  |  |        |        |        |  |
|  | Torino                  | Torino                  | Atalanta         | Atalanta   | 1            | 2 (1)            |                  |                  |  |  |            |            |            |  |  |        |        |        |  |
|  | Torino                  | Torino                  |                  |            |              |                  |                  |                  |  |  |            |            |            |  |  |        |        |        |  |
|  | Atalanta (dtr)          | Atalanta (dtr)          | 2 (3)            |            |              |                  |                  |                  |  |  |            |            |            |  |  |        |        |        |  |
|  | Atalanta (dtr)          | Atalanta (dtr)          | 2 (3)            |            | Roma         | Roma             | 0                |                  |  |  |            |            |            |  |  |        |        |        |  |
|  |                         |                         |                  |            |              |                  |                  |                  |  |  |            |            |            |  |  |        |        |        |  |
|  |                         |                         | Inter            | Inter      | 4            |                  |                  |                  |  |  |            |            |            |  |  |        |        |        |  |
|  | Inter                   | Inter                   | Inter            | Inter      | 4            | 1                |                  |                  |  |  |            |            |            |  |  |        |        |        |  |
|  | Inter                   | Inter                   |                  |            |              |                  |                  |                  |  |  |            |            |            |  |  |        |        |        |  |
|  | Rappresentativa Serie D | Rappresentativa Serie D | 0                |            |              |                  |                  |                  |  |  |            |            |            |  |  |        |        |        |  |
|  | Rappresentativa Serie D | Rappresentativa Serie D | 0                |            | Inter        | Inter            | 3                |                  |  |  |            |            |            |  |  |        |        |        |  |
|  |                         |                         |                  |            | Inter        | Inter            | 3                |                  |  |  |            |            |            |  |  |        |        |        |  |
|  |                         |                         | Pescara          | Pescara    | 1            |                  |                  |                  |  |  |            |            |            |  |  |        |        |        |  |
|  | Pescara                 | Pescara                 | Pescara          | Pescara    | 1            | 1                |                  |                  |  |  |            |            |            |  |  |        |        |        |  |
|  | Pescara                 | Pescara                 |                  |            |              |                  |                  |                  |  |  |            |            |            |  |  |        |        |        |  |
|  | Genk                    | Genk                    | 0                |            |              |                  |                  |                  |  |  |            |            |            |  |  |        |        |        |  |
|  | Genk                    | Genk                    | 0                |            | Inter        | Inter            | 2                |                  |  |  |            |            |            |  |  |        |        |        |  |
|  |                         |                         |                  |            |              |                  |                  |                  |  |  |            |            |            |  |  |        |        |        |  |
|  |                         |                         | Verona           | Verona     | 1            |                  |                  |                  |  |  |            |            |            |  |  |        |        |        |  |
|  | Spezia                  | Spezia                  | Verona           | Verona     | 1            | 2                |                  |                  |  |  |            |            |            |  |  |        |        |        |  |
|  | Spezia                  | Spezia                  |                  |            |              |                  |                  |                  |  |  |            |            |            |  |  |        |        |        |  |
|  | Cesena                  | Cesena                  | 0                |            |              |                  |                  |                  |  |  |            |            |            |  |  |        |        |        |  |
|  | Cesena                  | Cesena                  | 0                |            | Spezia       | Spezia           | 0                |                  |  |  |            |            |            |  |  |        |        |        |  |
|  |                         |                         |                  |            | Spezia       | Spezia           | 0                |                  |  |  |            |            |            |  |  |        |        |        |  |
|  |                         |                         | Fiorentina       | Fiorentina | 3            |                  |                  |                  |  |  |            |            |            |  |  |        |        |        |  |
|  | Fiorentina              | Fiorentina              | Fiorentina       | Fiorentina | 3            | 2                |                  |                  |  |  |            |            |            |  |  |        |        |        |  |
|  | Fiorentina              | Fiorentina              |                  |            |              |                  |                  |                  |  |  |            |            |            |  |  |        |        |        |  |
|  | PSV                     | PSV                     | 0                |            |              |                  |                  |                  |  |  |            |            |            |  |  |        |        |        |  |
|  | PSV                     | PSV                     | 0                |            | Fiorentina   | Fiorentina       | 1                |                  |  |  |            |            |            |  |  |        |        |        |  |
|  |                         |                         |                  |            |              |                  |                  |                  |  |  |            |            |            |  |  |        |        |        |  |
|  |                         |                         | Verona           | Verona     | 2            |                  |                  |                  |  |  |            |            |            |  |  |        |        |        |  |
|  | Verona (dtr)            | Verona (dtr)            | Verona           | Verona     | 2            | 0 (4)            |                  |                  |  |  |            |            |            |  |  |        |        |        |  |
|  | Verona (dtr)            | Verona (dtr)            |                  |            |              |                  |                  |                  |  |  |            |            |            |  |  |        |        |        |  |
|  | Genoa                   | Genoa                   | 0 (3)            |            |              |                  |                  |                  |  |  |            |            |            |  |  |        |        |        |  |
|  | Genoa                   | Genoa                   | 0 (3)            |            | Verona (dtr) | Verona (dtr)     | 0 (3)            |                  |  |  |            |            |            |  |  |        |        |        |  |
|  |                         |                         |                  |            | Verona (dtr) | Verona (dtr)     | 0 (3)            |                  |  |  |            |            |            |  |  |        |        |        |  |
|  |                         |                         | Napoli           | Napoli     | 0 (2)        |                  |                  |                  |  |  |            |            |            |  |  |        |        |        |  |
|  | Club Bruges             | Club Bruges             | Napoli           | Napoli     | 0 (2)        | 0                |                  |                  |  |  |            |            |            |  |  |        |        |        |  |
|  | Club Bruges             | Club Bruges             |                  |            |              |                  |                  |                  |  |  |            |            |            |  |  |        |        |        |  |
|  | Napoli                  | Napoli                  | 2                |            |              |                  |                  |                  |  |  |            |            |            |  |  |        |        |        |  |

### Ottavi di finale
| Arbitro: | Proietti (Terni) |

|                              |           |                                            |
| Bentivegna 20’ Di Maggio 73’ | Marcatori | 14’ Vestenický 21’ Di Livio 86’ Di Mariano |

| Arbitro: | D'Apice (Arezzo) |

|                                   |                      |                                   |
| Kresic 22’ (aut.) Rosso 44’       | Marcatori            | 66’ Parigi 79’ Kresic             |
| Troiani Lescano Debeljuh Dalmasso | Tiri di rigore 1 – 3 | Parigi Forgács Tulissi Castellano |

| Arbitro: | Bertani (Pisa) |

|               |           |  |
| Bonazzoli 67’ | Marcatori |  |

| Arbitro: | Mei (Pesaro) |

|           |           |  |
| Monni 72’ | Marcatori |  |

| Arbitro: | Pagliarini (Arezzo) |

|                              |           |  |
| Miocchi 34’ Russo 49’ (rig.) | Marcatori |  |

| Arbitro: | Sassoli (Arezzo) |

|                         |           |  |
| Minelli 69’ Gondo 90+1’ | Marcatori |  |

| Arbitro: | Andreini (Forlì) |

|                                          |                      |                                        |
| Guglielmelli Miketić Boni Bearzotti Sall | Tiri di rigore 4 – 3 | Ghiglione Mandragora Samb Panico Gulli |

| Arbitro: | Pelagatti (Arezzo) |

|  |           |                    |
|  | Marcatori | 11’, 31’ Anastasio |

### Quarti di finale
| Arbitro: | Prontera (Bologna) |

|                       |           |           |
| Vestenický 34’, 90+3’ | Marcatori | 46’ Napol |

| Arbitro: | Massimi (Termini) |

|                                 |           |                    |
| Bonazzoli 2’, 90+3’ Palazzi 48’ | Marcatori | 63’ (rig.) Barbosa |

| Arbitro: | Colosimo (Torino) |

|  |           |                                  |
|  | Marcatori | 38’ Minelli 87’ Chiesa 90’ Dabro |

| Arbitro: | Schirru (Nichelino) |

|                                             |                      |                                          |
| Guglielmelli Dagnoni Miketić Bearzotti Boni | Tiri di rigore 3 – 2 | Prezioso Luperto Esposito Negro Lombardi |

### Semifinali
| Arbitro: | Serra (Torino) |

|  |           |                                                          |
|  | Marcatori | 28’ Steffè 67’ (rig.) Bonazzoli 69’, 90+2’ (rig.) Appiah |

| Arbitro: | Guccini (Albano Laziale) |

|            |           |                                  |
| Minelli 8’ | Marcatori | 16’ Fares 21’ (rig.) Cappelluzzo |

### Finale
| Arbitro: | Mazzoleni (Bergamo) |

| |            | |
| Bonazzoli 1’ Gyamfi 88’ | Marcatori  | 60’ Cappelluzzo |
| · Radu · Gyamfi · Yao · Sciacca · 82’ Dimarco · Palazzi · 90’ Gnoukouri · Rocca · Camara · Bonazzoli · 65’ Ventre · A disposizione · Pissardo · Costa · 90’ Steffè · Della Giovanna · Popa · 82’ Miangue · Dabo · Crosato · 65’ Baldini · Appiah · Rapaic | Formazioni | · Gollini · Boateng 55’ · Boni · Rossi 45’ · Tentardini · Bearzotti 90’ · Guglielmelli · Checchin 57’ · Speri 65’ · Cappelluzzo · Fares · A disposizione · Ferrari · Perini 55’ · Moretto 65’ · Riccardi 45’ · Miketic 57’ · Ocelka · Dagnoni 90’ · Gilli · Piccinini |
| Vecchi | Allenatori | Pavanel |

## Classifica marcatori
| Gol | Rigori |  | Giocatore             | Squadra                 |
| --- | ------ |  | --------------------- | ----------------------- |
| 5   | 1      |  | Federico Bonazzoli    | Inter                   |
| 5   | 2      |  | Accursio Bentivegna   | Palermo                 |
| 4   |        |  | Simone Raffini        | Cesena                  |
| 4   | 1      |  | Pierluigi Cappelluzzo | Verona                  |
| 3   |        |  | Ronaldo Cisneros      | Santos Laguna           |
| 3   |        |  | Ryan Hiwat            | PSV                     |
| 3   |        |  | Antonino La Gumina    | Palermo                 |
| 3   |        |  | Simone Minelli        | Fiorentina              |
| 3   |        |  | Davide Miocchi        | Spezia                  |
| 3   |        |  | Dylan Seys            | Club Bruges             |
| 3   |        |  | Tomáš Vestenický      | Roma                    |
| 3   | 1      |  | Gonzalo Martinez      | Parma                   |
| 3   | 1      |  | Claudio Sparacello    | Rappresentativa Serie D |
| 3   | 2      |  | Luzayadio Bangu       | Fiorentina              |